# Xavier Marcos Padros
Xavier Marcos Padros (...) è un ingegnere spagnolo di Formula 1.

## Carriera
Marcos inizia la sua carriera nel motorsport come ingegnere di pista per il BNC Racing Team. Approda in Formula 1 nel 2010 come ingegnere delle prestazioni in HRT, per poi trasferirsi nel 2014 in Williams al fianco di Felipe Massa. Nel 2015 diventa ingegnere capo per Richard Childress Racing in NASCAR.
Nel 2018, Marcos ritorna in Formula 1 con la Scuderia Ferrari come ingegnere di pista remoto a Maranello. Nel 2019 diventa ingegnere di pista di Charles Leclerc.
Il 9 maggio 2024 la Scuderia annuncia che non sarà più l'ingegnere di pista del pilota monegasco.